# Міністр охорони здоров'я і соціальних служб США
Міністр охорони здоров'я і соціальних служб США (англ. United States Secretary of Health and Human Services) — глава міністерства охорони здоров'я і соціальних служб США. Входить до Кабінету президента США.
У 1979 році міністерство охорони здоров'я, освіти та соціального забезпечення було перейменовано в міністерство охорони здоров'я і соціальних служб, а освітні функції були передані в нове відомство — Міністерство освіти США. Патрісія Роберт Харріс очолювала міністерство до і після перейменування.
Кандидатури на посаду міністра направляються до «Комітету Сенату США з питань охорони здоров'я, освіти, праці та пенсій» і «Комітету Сенату США з фінансів», який має юрисдикцію безплатної медичної допомоги та медичної допомоги, перш ніж кандидатуру розгляне Сенат США.

## Обов'язки
Обов'язки міністра обертаються навколо людських умов і проблем в США. Це охоплює консультування президентом на питання здоров'я, соціального забезпечення і програми гарантованого доходу. Він прагне управляти відділом охорони здоров'я і соціальних служб для виконання затверджених програм та ознайомлення громадськості з об'єктивного департаменту.
Після атак 11 вересня унікальне значення знайшла Війна проти тероризму.

## Міністри охорони здоров'я, освіти і добробуту
| #  | зображення        | ім'я і прізвище   | рідний штат | термін на посаді | термін на посаді | адміністрація президента США, в якій був на посаді |
| #  | зображення        | ім'я і прізвище   | рідний штат | початок          | кінець           | адміністрація президента США, в якій був на посаді |
| -- | ----------------- | ----------------- | ----------- | ---------------- | ---------------- | -------------------------------------------------- |
| 1  | Овета Калп Хоббі  | Овета Калп Хоббі  | Техас       | 11 квітня 1953   | 31 липня 1955    | Дуайт Ейзенхауер                                   |
| 2  | Маріон Фолсом     | Маріон Фолсом     | Нью-Йорк    | 1 серпня 1955    | 31 липня 1958    | Дуайт Ейзенхауер                                   |
| 3  | Артур Флеммінг    | Артур Флеммінг    | Огайо       | 1 серпня 1958    | 19 січня 1961    | Дуайт Ейзенхауер                                   |
| 4  | Абрахам Рібікофф  | Абрахам Рібікофф  | Коннектикут | 21 січня 1961    | 13 липня 1962    | Джон Кеннеді                                       |
| 5  | Ентоні Селебріззі | Ентоні Селебріззі | Огайо       | 31 липня 1962    | 17 серпня 1965   | Джон Кеннеді Ліндон Джонсон                        |
| 6  | Джон Гарднер      | Джон Гарднер      | Каліфорнія  | 18 серпня 1965   | 1 березня 1968   | Ліндон Джонсон                                     |
| 7  | Вілбур Коен       | Вілбур Коен       | Мічиган     | 16 травня 1968   | 20 січня 1969    | Ліндон Джонсон                                     |
| 8  | Роберт Фінч       | Роберт Фінч       | Каліфорнія  | 12 березня 1969  | 23 червня 1970   | Річард Ніксон                                      |
| 9  | Елліот Річардсон  | Елліот Річардсон  | Массачусетс | 24 червня 1970   | 29 січня 1973    | Річард Ніксон                                      |
| 10 | Каспар Вайнбергер | Каспар Вайнбергер | Каліфорнія  | 12 лютого 1973   | 8 серпня 1975    | Річард Ніксон Джеральд Форд                        |
| 11 | Девід Метьюз      | Девід Метьюз      | Алабама     | 8 серпня 1975    | 20 січня 1977    | Джеральд Форд                                      |
| 12 | Джозеф Каліфано   | Джозеф Каліфано   | Вашингтон   | 25 січня 1977    | 3 серпня 1979    | Джиммі Картер                                      |
| 13 | Патрісія Харріс   | Патрісія Харріс   | Вашингтон   | 3 серпня 1979    | 20 січня 1980    | Джиммі Картер                                      |

## Міністри охорони здоров'я і соціальних служб
| #  | зображення                      | ім'я і прізвище                 | рідний штат  | термін на посаді | термін на посаді | адміністрація президента США, в якій був на посаді |
| #  | зображення                      | ім'я і прізвище                 | рідний штат  | початок          | кінець           | адміністрація президента США, в якій був на посаді |
| -- | ------------------------------- | ------------------------------- | ------------ | ---------------- | ---------------- | -------------------------------------------------- |
| 13 | Патрісія Харріс                 | Патрісія Харріс                 | Вашингтон    | 4 травня 1980    | 20 січня 1981    | Джиммі Картер                                      |
| 14 | Річард Швейкер                  | Річард Швейкер                  | Пенсільванія | 22 січня 1981    | 3 лютого 1983    | Рональд Рейган                                     |
| 15 | Маргарет Хеклер                 | Маргарет Хеклер                 | Массачусетс  | 9 березня 1983   | 13 грудня 1985   | Рональд Рейган                                     |
| 16 | Отіс Боуен                      | Отіс Боуен                      | Індіана      | 13 грудня 1985   | 20 січня 1989    | Рональд Рейган                                     |
| 17 | Луїс Салліван                   | Луїс Уейд Салліван              | Джорджія     | 1 березня 1989   | 20 січня 1993    | Джордж Герберт Вокер Буш                           |
| 18 | Донна Шалала                    | Донна Шалейла                   | Вісконсин    | 22 січня 1993    | 20 січня 2001    | Білл Клінтон                                       |
| 19 | Томмі Томпсон                   | Томмі Томпсон                   | Вісконсин    | 2 лютого 2001    | 26 січня 2005    | Джордж Вокер Буш                                   |
| 20 | Майк Лівітт                     | Майк Лівітт                     | Юта          | 26 січня 2005    | 20 січня 2009    | Джордж Вокер Буш                                   |
| 21 | Кетлін Сібеліус                 | Кетлін Сібеліус                 | Канзас       | 28 квітня 2009   | 9 червня 2014    | Барак Обама                                        |
| 22 | Сільвія Метьюз Беруелл          | Сільвія Метьюз Беруелл          | Вашингтон    | 9 червня 2014    | 20 січня 2017    | Барак Обама                                        |
| 23 | Том Прайс                       | Том Прайс                       | Джорджія     | 10 лютого 2017   | 29 вересня 2017  | Дональд Трамп                                      |
| 24 | Алекс Азар                      | Алекс Азар                      | Індіана      | 29 січня 2018    | 20 січня 2021    | Дональд Трамп                                      |
| 25 | Хав'єр Бесерра                  | Хав'єр Бесерра                  | Каліфорнія   | 18 березня 2021  | 20 січня 2025    | Джо Байден                                         |
| 26 | Роберт Френсіс Кеннеді-молодший | Роберт Френсіс Кеннеді-молодший | Каліфорнія   | 13 лютого 2025   |                  | Дональд Трамп                                      |